# Chlorostilbon
Chlorostilbon là một chi chim trong họ Trochilidae.

## Các loài
Có 10 loài được ghi nhận trong chi này:
- Chlorostilbon assimilis
- Chlorostilbon melanorhynchus
- Chlorostilbon gibsoni
- Chlorostilbon mellisugus
- Chlorostilbon olivaresi
- Chlorostilbon lucidus (trước là C. aureoventris)
- Chlorostilbon russatus
- Chlorostilbon stenurus
- Chlorostilbon alice
- Chlorostilbon poortmani

## Hình ảnh

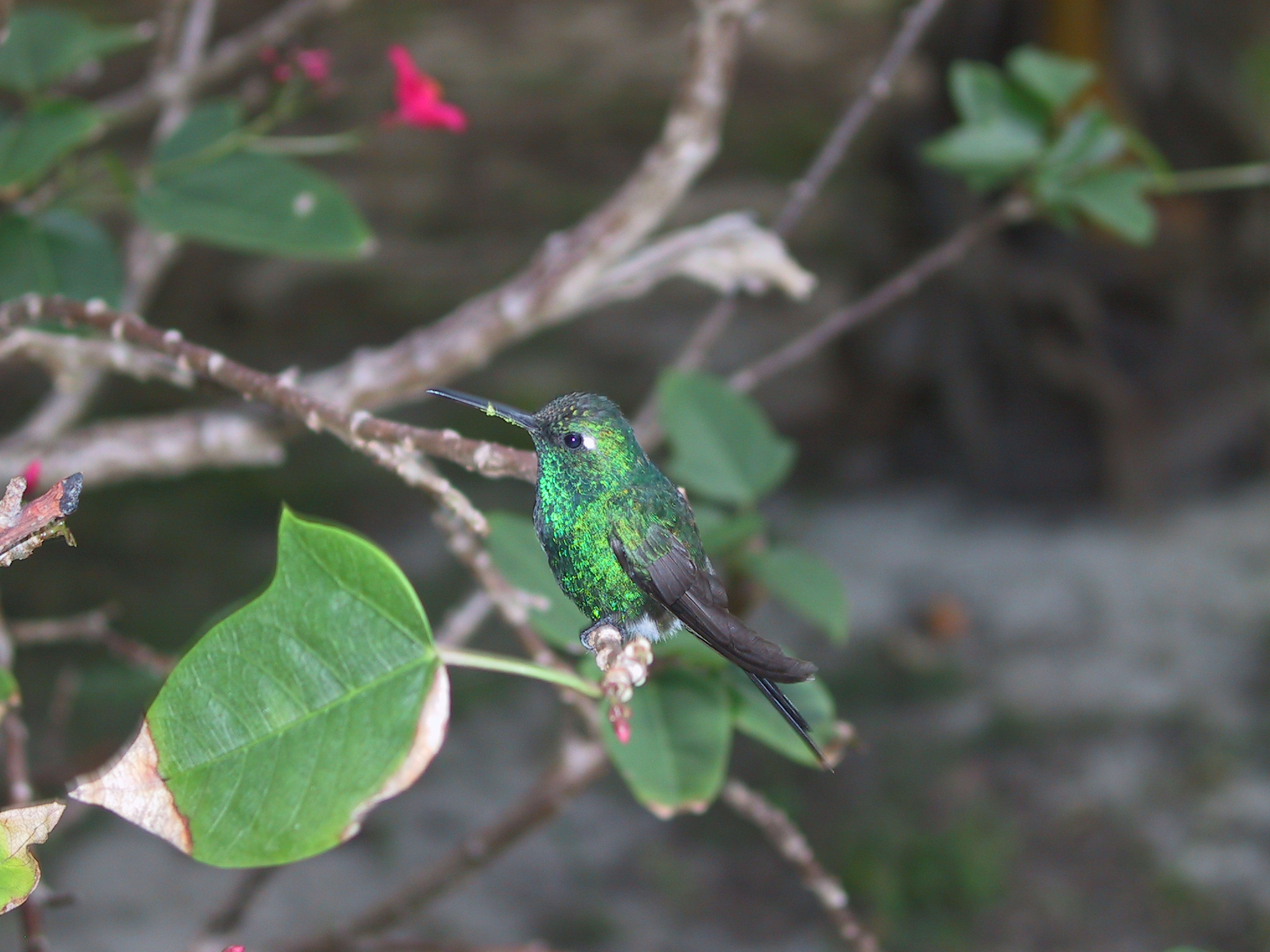
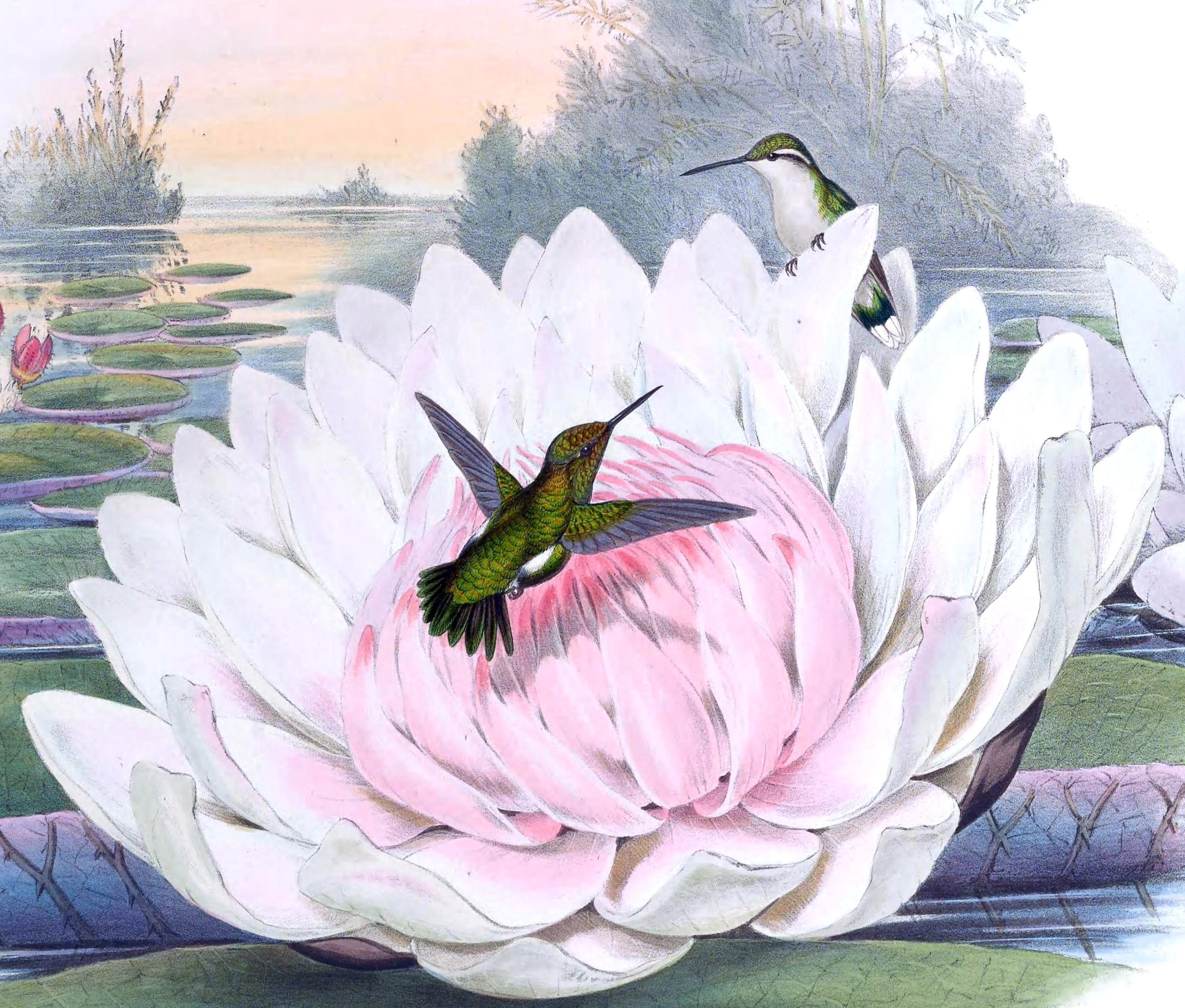
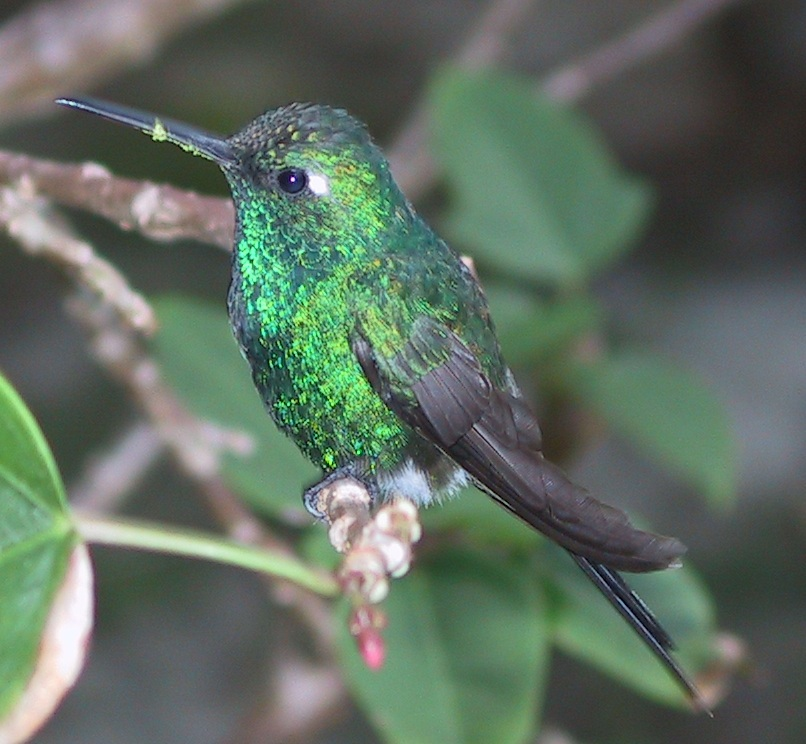
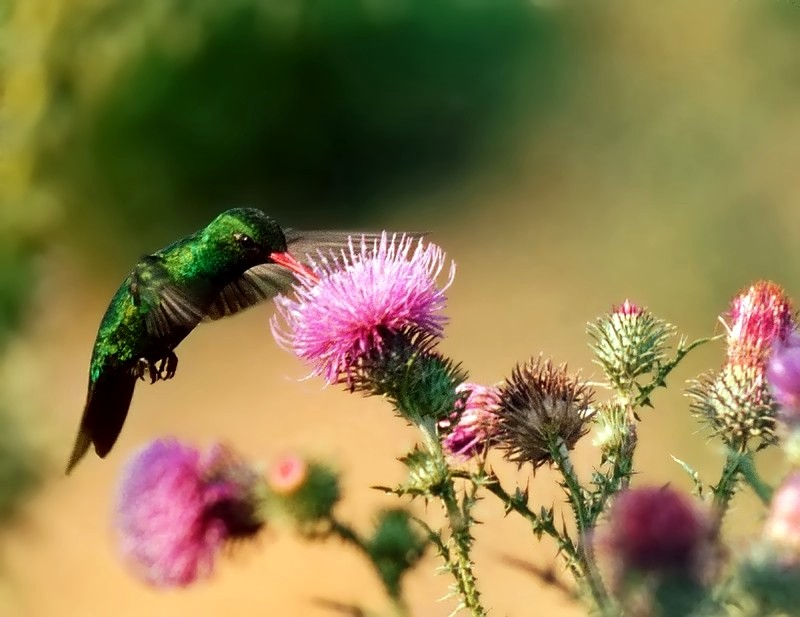
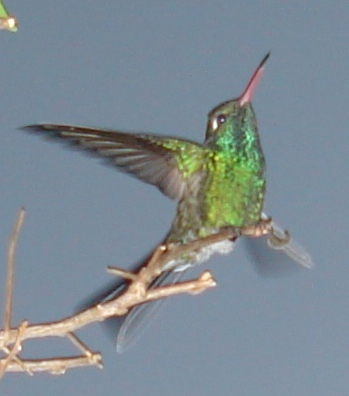